# Donnie Steele
Donald S. Steele (Des Moines, Iowa, Estados Unidos; 11 de septiembre de 1973), más conocido como Donnie Steele, es un músico estadounidense, conocido por haber sido uno de los guitarristas y fundadores de la banda de metal alternativo Slipknot.
Con Slipknot lanzó el demo debut Mate.Feed.Kill.Repeat en 1996, y ese mismo año dejó la banda y fue reemplazado por Craig Jones. 15 años más tarde volvió a la banda como bajista luego de la muerte de Paul Gray en 2010. Steele formó parte de la grabación del álbum .5: The Gray Chapter, dejando nuevamente el grupo antes de su lanzamiento.

## Carrera

### 1995-1997: inicios y Slipknot
Donnie Steele comenzó su carrera como miembro de la banda de death metal Body Pit, en la que también actuaron los futuros miembros de Slipknot, Anders Colsefni (voz), Mick Thomson (guitarra) y Paul Gray (bajo). Más tarde cofundó Slipknot en septiembre de 1995, junto con Colsefni, el segundo guitarrista Josh Brainard, Gray, el baterista Joey Jordison y el percusionista Shawn Crahan. Brainard lo describió como «un guitarrista bastante técnico» y «uno de esos tipos con múltiples talentos». El autor Joel McIver atribuye en parte a Steele la introducción de elementos de jazz en el sonido de la banda, describiendo al guitarrista como un «jazzbo confeso».
A principios de 1996, después de la grabación del demo debut de la banda, Mate.Feed.Kill.Repeat, Steele comenzó a perderse varias sesiones de ensayo de Slipknot. Los otros miembros de la banda intentaron rastrear al guitarrista, pero tuvieron que continuar sin él, hasta que uno de ellos lo vio más tarde por casualidad y le dijeron que ya no quería estar en el grupo. Según Brainard, Steele «sintió que jugar con Slipknot iba en contra de sus creencias cristianas»; el resto de la banda respetó las razones del guitarrista para elegir irse, aunque tanto Brainard como Colsefni han criticado su falta de comunicación con respecto a su decisión de hacerlo. En los próximos conciertos, Steele fue reemplazado por Craig Jones.

### 2011-2014: regreso a Slipknot como bajista
Tras la muerte de Paul Gray en mayo de 2010, Slipknot tomó una breve pausa y luego anunció que Steele reemplazaría al bajista para las próximas fechas de la gira. En una declaración oficial, la banda explicó que «Donnie estaba en la banda desde el principio, y en lugar de conseguir un extraño, pensamos que sería un tributo apropiado para Paul tocar con alguien de la familia». Hablando sobre su regreso a la banda, el percusionista Shawn Crahan explicó que la decisión de invitar a Donnie para  reemplazar a Gray «se sintió completamente cómoda», y agregó que la banda «no va a permitir que un idiota de otra banda venga a nuestro mundo... Donnie es de la piedra de 'Knot'».
Durante las presentaciones en vivo, Steele permaneció detrás del escenario fuera de la vista de la multitud. A pesar de elogiarlo por encajar bien en Slipknot, Crahan justificó esta decisión preguntando «¿Qué le da derecho a estar en el escenario con nosotros ahora mismo?», y explicó que «Cuando estamos pasando por una experiencia como esta con nuestros fans, necesito concentrarme en los ocho miembros que están de duelo, no en alguien nuevo». Steele decidió dejar la banda durante las sesiones de grabación del álbum .5: The Gray Chapter, y fue reemplazado por Alessandro Venturella en 2014. Grabó algunas partes de bajo para el álbum según el guitarrista Jim Root.

### Otros proyectos
Aparte de Slipknot, Donnie Steele formó el grupo de death metal Killpact en 2001 con el vocalista Rick Funderburk, el bajista Steve Pundzak y el baterista Ernie McGinn (quien fue previamente miembro de Body Pit). En una entrevista con MFKR1, un sitio web dedicado a las primeras encarnaciones de Slipknot, describió a la banda como «una mezcla de death metal, thrash metal de los años 1980 y shred con un fuerte énfasis en los hook». En 2016, Steele hizo una aparición especial contribuyendo con algunos solos para el álbum debut de la banda de groove metal Murder Earth, Waiting (For the End of Man), luego de la partida del guitarrista Ryan Thornton.

## Discografía

### Con Slipknot
- 1996: Mate.Feed.Kill.Repeat
- 2014: .5: The Gray Chapter

### Con Murder Earth
- 2016: Waiting (For the End of Man)